# 金娜炫
金娜炫（： Kim Na Hyun；1995年12月9日—），艺名娜炫，韓國女歌手、演員，曾為女子組合SONAMOO成員之一。

## 經歷
2014年以SONAMOO成員身分於韓國正式出道，發行首張迷你專輯《Deja Vu》。2019年透過法律途徑与公司TS娛樂終止合約，2020年于一审中胜诉。

## 影視作品

### 戲劇作品
| 年份 | 電視台            | 劇名             | 參演成員 | 角色     | 性質   | 備註   |
| 2016 | Naver tvcast      | 《The Miracle》  | 娜炫     | Sia      | 主演   | 共12集 |
| 2019 | YouTube、Olleh TV | 《戀愛必修課》   | 娜炫     | Yeon woo | 女配角 | 共12集 |
| 2023 | tvN               | 《九尾狐傳1938》 | 娜炫     | 蘭草     |        |        |

## 外部連結
- 金娜炫的X（前Twitter）
- 金娜炫的Instagram帳戶 